# بيدرو أورتيز (لاعب كرة قدم)
بيدرو أورتيز (بالإسبانية: Pedro Ortiz Bernat) هو لاعب كرة قدم إسباني في مركز الوسط، ولد في 19 أغسطس 2000 في مدينة ميورقة في إسبانيا. لعب مع أتليتيكو بالياريس.

## وصلات خارجية
- بيدرو أورتيز على موقع قاعدة بيانات كرة القدم.إي يو (الإنجليزية)
- بيدرو أورتيز على موقع Soccerway.com (الإنجليزية)